# Frasso Telesino
Frasso Telesino é uma comuna italiana da região da Campania, província de Benevento, com cerca de 2.702 habitantes. Estende-se por uma área de 22 km², tendo uma densidade populacional de 123 hab/km². Faz fronteira com Cautano, Dugenta, Melizzano, Sant'Agata de' Goti, Solopaca, Tocco Caudio, Vitulano.

## Demografia
| Variação demográfica do município entre 1861 e 2011                               |
|                                                                                   |
| Fonte: Istituto Nazionale di Statistica (ISTAT) - Elaboração gráfica da Wikipedia |